# Davos 1917
Davos 1917 ist eine Fernsehserie aus dem Jahr 2023 und die bislang grösste Co-Produktion Schweiz-Deutschland. Sie wurde hergestellt von Contrast Film und Letterbox Filmproduktion mit dem Schweizer Fernsehen SRF und ARD Degeto, im Weltvertrieb von Global Screen.
Die fiktive Geschichte spielt in Davos im Kanton Graubünden im Jahr 1917. Sie ist inspiriert von wahren Gegebenheiten, unter anderem von der neutralen Schweiz als Hotspot internationaler Spione sowie von der Geschichte von Schweizer Krankenschwestern, die im Ersten Weltkrieg an der Front im Einsatz waren.
In der Serie wird die von der Kriegsfront in Frankreich zurückgekehrte Krankenschwester Johanna Gabathuler aus persönlichen Gründen zur Spionin und gerät zwischen die Fronten der Spionage in der neutralen Schweiz.
Die Produktion ist angelegt auf mehrere Staffeln. Die Arbeiten an einer zweiten Staffel waren bei Beginn der Ausstrahlung der ersten noch nicht aufgenommen.

## Entstehung
Nach der ursprünglichen Filmidee von Michael Sauter und Thomas Hess sollte es um eine männliche Hauptfigur gehen, einen im Krieg desertierten Deutschen, der in der neutralen Schweiz ein zweites Leben als Sanatoriumsarzt versucht. Headwriter Adrian Illien und sein Team stiessen bei ihrer Recherche jedoch auf Briefe von Schweizer Rotkreuzschwestern, die in den Krieg gezogen waren. Zeitgenössische Quellen nannten Barmherzigkeit als Grund, die Briefe berichteten allerdings auch von Abenteuerlust und Ausbruch aus dem Alltag. Laut Illien wollten sie eine Figur entwickeln, die «ausgerechnet im Krieg ihre persönliche Freiheit entdeckt». Regisseur Mack interessierte, wie eine Familie damals funktioniert hatte, welche Zwänge, Werte und Sicherheiten existierten. Der Film erzähle laut NZZ «vor geschichtlichem Hintergrund eine spannende Geschichte». Die Rolle Johannas sei eine Vermischung historisch verbriefter Krankenschwestern und von spionierenden Krankenschwestern in Belgien, während die Spionin Elsbeth Schragmüller ein reales Vorbild für Ilse sei.

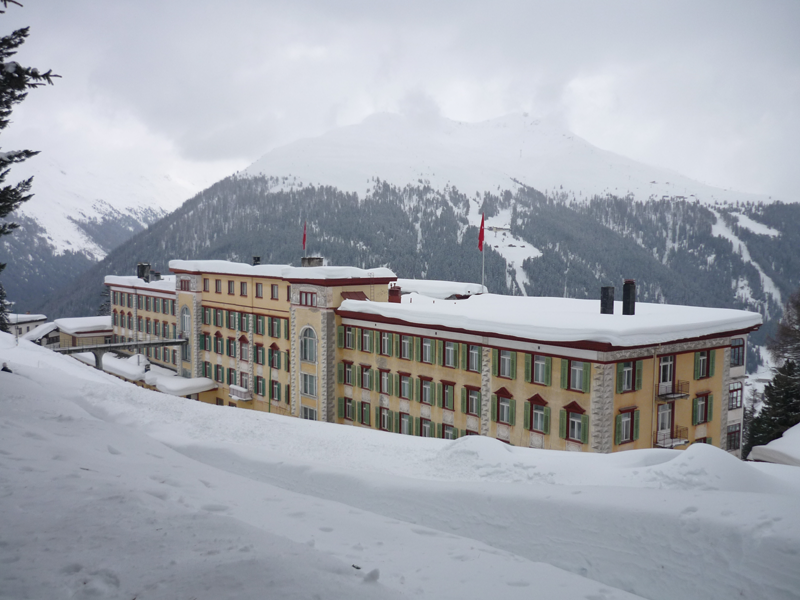
Hotel Schatzalp, im Film «Curhaus Cronwald»

Das Produktionsbudget belief sich auf rund 18 Millionen Franken, wovon die SRG 7 Millionen beisteuerte. Drehorte waren die Umgebung des Kurparks des ehemaligen, abgebrannten Hotels Waldhaus Vulpera, die Stadt Davos und die dortige Schatzalp, die Penzing Studios in Landsberg und die ehemalige Lungenheilstätte der Auguste-Viktoria-Stiftung in Windeck.
Die Dreharbeiten der ersten Staffel fanden von November 2022 bis März 2023 statt. Im Januar 2023 wurde in Vulpera gedreht, wo der Hotelpark und das Eisfeld hergerichtet wurde. Teils herrschten Temperaturen von minus 20 Grad, Szenen mit Dominique Devenport mussten nachgedreht werden, weil sich die Schauspielerin in der Kälte eine Lungenentzündung zugezogen hatte.
Das Szenenbild stammt von Benedikt Herforth, die Kostüme erstellten Ute Paffendorf und Fred Fenner, das Maskenbild leitete Anette Keiser. Casting Directors waren Emrah Ertem, Nina Moser.

## Handlung
Die Krankenschwester Johanna Gabathuler kehrt schwanger von einem Einsatz in Verdun zurück in den Luftkurort Davos. Ihre Familie betreibt dort das «Curhaus Cronwald», das in finanziellen Nöten ist. Ihr Vater lässt ihr das Kind wegnehmen, da sie mit Grossrat Thanner verheiratet werden soll. Die zur Kur in Davos anwesende Gräfin und deutsche Spionin Ilse von Hausner verspricht Johanna, ihr zu helfen, das Kind zurückzubekommen und sie mit einer neuen Identität fluchtbereit zu machen, wenn sie für das Deutsche Kaiserreich spioniere.
Johanna verliebt sich in den deutschen Arzt Carl Mangold, der sich als Spion der Triple Entente entpuppt. Letzterer versucht, ein Kodiergerät an sich zu bringen und Artilleriezünder nach Italien zu transportieren, um die Schweiz überrennen und Deutschland angreifen zu können. Parallel versuchen die deutschen Spione, über Lenin den Rückzug des russischen Kaiserreichs aus dem Krieg zu erzwingen.
Es kommt zum Showdown zwischen russischen Spionen, die Johannas Kind entführt haben, der Gräfin, Dr. Mangold und Johanna. Johanna erhält das Kind zurück, aber Mangold wird vom deutschen Militär verhaftet. Sie entschließt sich dazu, Thanner, der inzwischen im Rollstuhl sitzt, dennoch zu heiraten, um im Verborgenen weiter zu spionieren. Die Gräfin nimmt sich wegen ihrer fortgeschrittenen Tuberkulose-Erkrankung das Leben und lässt Johanna Mikrofilme zukommen, mit denen die Gräfin bisher ihr Überleben gegenüber ihren Auftraggebern erpresst hatte. Johanna könnte damit irgendwann in der Lage sein, Mangold freizukaufen.

### Faktischer Hintergrund
Historisch belegt sind erstens die Schweizer Rotkreuz-Krankenschwestern. Daneben liessen sich Schweizer Staatsangehörige, meist aus monetären Gründen, von ausländischen Geheimdiensten rekrutieren. Für den Ersten Weltkrieg ist zudem belegt, dass Frauen in ihrer Funktion als Krankenschwestern Spionage betrieben.
Der in der Serie genannte «Plan H» war in seiner ersten Form ein Operationsplan Frankreichs, südlich der erstarrten Westfront durch die Schweiz (und unter Verletzung ihrer Neutralität) an die deutsche Grenze vorzustossen. Nach intensiver Spionage und der Erkenntnis, dass niemand Relevanter aus der Romandie Frankreich wie für die Invasion geplant um Hilfe rufen würde, wurde diese nicht aussichtsreiche Planung 1916 verworfen. Zwar hielt sich Frankreich die Option einer Invasion im Fall eines deutschen Angriffs bis 1917 offen, bemühte sich aber zunehmend um eine Defensiv-Kooperation mit der Schweiz.
Der Export von Granatzündern und anderen Munitionsbestandteilen erfolgte aus der Schweiz nebst andern Ländern auch nach Frankreich, während auf der anderen Seite Schweizer Betriebe von deutschen "Privatfirmen" übernommen worden waren. In der Serie sollen derartige Zünder mittels Pferdeschlitten auf Saumpfaden über die Grenze nach Italien gebracht werden, die realen Exporte wurden per Bahn transportiert.
Im Film wird ein Unglück der Rhätischen Bahn von 1917 zwischen Davos-Wolfgang und Davos Dorf eingebaut, bei welchem 10 Menschen in einer Lawine umkamen. In der SRF-Serie wird der fahrende Zug jedoch von der Lawine von rechts getroffen, anstatt von links. 
Die Mission des deutschen Geheimdiensts und Alexander Parvus, Lenin über Deutschland nach Russland zu bringen, wird in der Serie frei thematisiert. 
Der nach den Dreharbeiten auf die Ausstrahlung von «Davos 1917» hin entstandene SRF-Dokumentarfilm «Spionageparadies Schweiz – Verdeckte Operationen im Ersten Weltkrieg» von Hansjürg Zumstein erwähnt, dass in der ganzen Kriegszeit «hunderte» Spione aus der Schweiz ausgewiesen worden seien. Zudem seien Schweizer Hotels tatsächlich für die internierten Soldaten genutzt worden. Auch im Film wird erwähnt, dass die Deutschen mehrfach, aber erfolglos versucht hätten, einen Export von Zündern nach Frankreich durch einen Anschlag auf die Uhrenfabrik von Jules Bloch in La Chaux-de-Fonds zu stören. In der Serie hingegen nicht thematisiert wird die Hauptgeschichte des Dokumentarfilms, wonach die Deutschen 1918 die Nähe zu indischen Anarchisten in Zürich suchten, um sie gegen England zu instrumentalisieren. Die Inder dienten den Deutschen zudem als Mittler, um italienischen Anarchisten deutschen Sprengstoff zukommen zu lassen. Eine Anklage vor Gericht nach einem Sprengstofffund im Jahr 1918 brach zusammen, weil der Untersuchungsrichter sich auf die Anarchisten konzentriert hatte und auf dem «deutschen Auge» blind war. Faktenwidrig behauptete der deutsche Botschafter in einem Zeitungsartikel, es habe nie eine Zusammenarbeit mit Anarchisten gegeben.

## Veröffentlichung
Die Weltpremiere fand im Oktober 2023 am Zurich Film Festival statt. Die Deutschlandpremiere im Rahmen des Film Festival Cologne erfolgte zwei Wochen später. Der erste internationale Auftritt war an der Mipcom 2023. Die ersten zwei Folgen wurden zudem am 13. Dezember 2023 in Davos gezeigt.
Auf dem kostenlosen Streamingdienst Play Suisse wurden alle Folgen am 15. Dezember 2023 zum Abruf zur Verfügung gestellt. Bei SRF wurden die ersten beiden Folgen von je 45 Minuten am 17. Dezember 2023 ausgestrahlt, die Folgen drei und vier am darauffolgenden Montag, gefolgt von den Folgen fünf und sechs am 20. Dezember. 
Im deutschen Fernsehen Das Erste wurden die Folgen 1 bis 3 am 20. Dezember 2023 und die Folgen 4–6 am 21. Dezember 2023 ausgestrahlt. Den Weltvertrieb hat Global Screen übernommen.

## Rezeption
TV-Quoten
In der Schweiz erreichte «Davos 1917» auf SRF einen durchschnittlichen Marktanteil von 33,5 Prozent und war damit das erfolgreichste fiktionale Programm im Jahr 2023 des Senders. Sowohl linear, als auch im Stream zog das SRF eine durchweg positive Bilanz.
In Deutschland kratzte die Serie bei der Erstausstrahlung im Ersten (ARD) an der Vier-Millionen-Marke. Damit erreichte «Davos 1917» in der linearen Ausstrahlung gute Quoten, wobei sie sich bei der zeitversetzten Nutzung nochmal markant steigern konnte. In der ARD war man vor allem mit den Werten in der Mediathek zufrieden. 5,3 Mio. Abrufe hievten die erst Mitte Dezember gestartete Serie in die Serien-Top 10 2023. In der ARD Mediathek hat die Serie nach 2 Tagen (Mittwoch bis Freitag) in Summe mehr als 800'000 Abrufe erzielt. Das ist durchaus bemerkenswert, schreibt der Blick.
Internationale Verkäufe
In den ersten Monaten wurde die Serie in über 20 Länder verteilt auf 4 Kontinenten verkauft, darunter in die USA, nach Kanada, Australien, Indien, Polen sowie nach Spanien, Italien, Österreich und Ungarn verkauft.
Pressestimmen
Die Kritik war sowohl in der Schweiz als auch in Deutschland überwiegend positiv bis begeistert:
Für die Frankfurter Allgemeine Zeitung schreibt Heike Hupertz, «Davos 1917» sei «als spannende Unterhaltung mit Schauwerten und als Geschichtsserie gleichermaßen gelungen».
Pascal Blum (Tages-Anzeiger) findet die Serie für die Schweiz «historisch gut» und «schlau geplottet, angenehm frei von schwerfälliger Exposition und mit Liebe für Details inszeniert.»
Alexander Krei (DWDL) hält fest: «‹Davos 1917› ist die teuerste Schweizer Serie aller Zeiten – und das sieht man. Neben einer ebenso spannenden wie emotionalen Geschichte überzeugt die Produktion mit großen Bildern und braucht den Vergleich mit ‹Babylon Berlin› kaum zu scheuen.»
Auf watson schreibt Simone Meier «Davos 1917» sei eine Nanosekunde vor perfekt: «Geschichte, Look, Besetzung, mehr geht nicht, [...] Devenport, die immer vornehme Hain, Kross und Schinz sind superb. Das ist scharf, schlank und schnell erzählt, man wünscht sich bloss, dass nicht so viel Sendezeit an Pferderitte im Schnee verschwendet würde.»
Als historisch exakte Serie taugt «Davos 1917» für Thomas Gehringer (tittelbach.tv) zwar nur bedingt, aber die Zeitumstände würden nicht romantisiert. Die Serie biete «pralle Unterhaltung in einer Bilderbuch-Winterlandschaft, üppig ausgestattet und toll fotografiert mit einem kräftigen Western-Touch».
Dem gegenüber stehen kritische Meinungen von Andreas Scheiner (Neue Zürcher Zeitung), der die Serie für «blutleer» hält, Tobias Sedlmaier (CH-MEDIA-Regionalmedien), welcher der Serie zwar visuelle Opulenz attestiert, sich inhaltlich aber an den «Bergdoktor» erinnert fühlt, sowie Christopher Diekhaus (fernsehserien.de), der schreibt, dass sich die Kriegshintergründe, geheimdienstliche Winkelzüge und Johannas persönlicher Ausbruch in einer dürftigen Story nicht auf die gewünschte Weise befruchten würden. Daniela Janser erwähnt in der WOZ die hochwertige Produktion und die eindrücklichen, modernen Frauenfiguren und hält als Fazit fest: «Am Spannungsbogen, an den Dialogen und den Schauwerten gibt es wenig auszusetzen. Doch überblenden sie eine insgesamt etwas magere historische Substanz und Sprengkraft.»
Kritik übt ausserdem Christian Mayer (Süddeutsche Zeitung), vor allem der erste Teil leide unter dem Ehrgeiz der Serienmacher, sofort alle Konfliktlinien sichtbar zu machen, und erst allmählich würde die Serie ein eigenes Erzähltempo finden. Zwar ist er angetan von der Bildsprache, ihm fehlt jedoch «der Mut zum Abgründigen, Hässlichen».
Positiv äussern sich in ihren Kritiken wiederum Michael Müller (Blickpunkt:Film), Ulla Hanselmann (Stuttgarter Zeitung), Eike Rustermeyer (Hessische/Niedersächsische Allgemeine), Peter Zander (Berliner Morgenpost) und Frank Jürgens (Neue Osnabrücker Zeitung), die besonders die «facettenreichen Frauenfiguren» hervorheben, welche von den Darstellerinnen mit «grosser beherrschter Spielfreude» verkörpert werden, und beängstigende Parallelen zur Gegenwart erkennen.

## Auszeichnungen
- Prix Europa
  - Nominierung Best Video Fiction
- Eyes & Ears of Europe Awards
  - Best Program Opening Credits: Fiction
  - Best Program Campaign: Fiction Production
  - Best Integrated Campaign for a Program: Fiction
- Schweizer Fernsehfilmpreis 2024:
  - Beste Hauptdarstellerin, an Dominique Devenport
- 48. Prix Walo:
  - Beste Schauspielerin, an Dominique Devenport
  - Beste TV-Produktion
  - Nominierung Publikumsliebling
- Geneva International Film Festival
  - Nominierung Swiss Series Storytelling Award